# تشو بيري
تشو بيري (بالإنجليزية: Chu Berry)‏ هو عازف جاز أمريكي، ولد في 13 سبتمبر 1908 في ويلينغ في الولايات المتحدة، وتوفي في 30 أكتوبر 1941 في كونو في الولايات المتحدة.

## وصلات خارجية
- تشو بيري على موقع ميوزك برينز (الإنجليزية)
- تشو بيري على موقع أول ميوزيك (الإنجليزية)
- تشو بيري على موقع أول ميوزيك (الإنجليزية)
- تشو بيري على موقع ديسكوغز (الإنجليزية)